# Château de Saint-Pont
Le château de Saint-Pont est un château situé à Saint-Pont, en France.

## Localisation
Le château est situé sur la commune de Saint-Pont, dans le département français de l'Allier.

## Historique
L'édifice est inscrit au titre des monuments historiques en 1990.